# Verwaltungsgemeinschaft Hochstadt-Marktzeuln
Die Verwaltungsgemeinschaft Hochstadt-Marktzeuln ist ein Zusammenschluss von Hochstadt a. Main und Marktzeuln.

## Geografie
Die Verwaltungsgemeinschaft liegt im oberfränkischen Landkreis Lichtenfels. Hochstadt a. Main hat 1625 Einwohner auf einer Fläche von 13,78 km², Marktzeuln 1631 Einwohner auf einer Fläche von 6,86 km². Sitz der Verwaltungsgemeinschaft ist Marktzeuln.

## Geschichte
Bis zum 31. Dezember 1979 gehörten beide Gemeinden der Verwaltungsgemeinschaft Redwitz an der Rodach an. Zum 1. Januar 1980 schieden sie dort aus und bilden seit dem eine eigene Gemeinschaft, um die Verwaltungsgeschäfte zu erledigen.